# Ализариновый красный С
Ализариновый красный С (ализарин С, alizarin red S, натриевая соль 9,10-дигидро-3,4-дигидрокси-9,10-диоксо-2-антраценсульфокислоты) — органическое соединение ряда антрахиноновых красителей с химической формулой C14H7NaO7S. Применяется в аналитической химии как индикатор для определения ионов алюминия, скандия, иттрия и фтора.

## Физические и химические свойства
Представляет собой оранжево-жёлтое вещество, растворимое в воде и этаноле, нерастворимое в бензоле, алканах, хлороформе. Проявляет кислотные свойства: pKa1 = 5,5; pKa2 = 9,5. λmax = 423 нм. Имеет молярную массу 360,28 г/моль и температуру плавления 300 °C.

## Получение и применение
Ализариновый красный С получают реакцией сульфирования ализарина.
Ализариновый красный С используется в качестве реагента при фотометрическом определении катионов алюминия, скандия, иттрия и фторид-ионов. Данная реакция основана на взаимодействии окрашенных комплексов. С алюминием ализариновый красный С образует комплекс состава 1:2, который при pH 3,9—4,5 имеет λmax = 500 нм; чувствительность — 0,04 мкг Al в 1 мл раствора. Скандий определяют при pH 3,5. Иттриевый комплекс (λmax = 550 нм) следует предварительно выделять при pH 3,5 экстрагированием бутанолом, изобутанолом либо трибутилфосфатом из борно-аммиачных буферных растворов. Фторид-ион способен разлагать комплексы ализаринового красного С с торием, цирконием и церием при pH 2—4, что позволяет использовать его в качестве металлохромного индикатора при титровании фторид-ионов солями циркония или тория в сильнокислой среде (pH 2—3).
Ализариновый красный С можно использовать также как кислотно-основный индикатор: переход pH 3,7—5,2 от жёлтой окраски до розовой и pH 10,0—12,0 от фиолетовой окраски к жёлтой.
Применяют для выявления кальция в гистологии и гистохимии. Также используют для определения щелочной фосфатазы в гистохимии ферментов. Вместе с железоаммонийными квасцами и кристаллическим фиолетовым ализарин С применяют для интенсивного окрашивания митохондрий в красновато-фиолетовый цвет в гистологии.